# Babe I'm Gonna Leave You
"Babe I'm Gonna Leave You" é uma canção folclórica escrita por Anne Bredon (então conhecida como Anne Johannsen) no final de 1950. Foi gravada por Joan Baez (creditada e se tornando muito popular como "tradicional") e lançado em 1962 seu álbum Joan Baez in Concert, Part 1, e também pela banda britânica de rock Led Zeppelin, que foi incluída em seu álbum de estreia Led Zeppelin, de 1969. Outras interpretações da canção de Bredon incluem versões de The Plebs (1964 Decca Records UK/MGM Records EUA), The Association em 1965 (também fazendo uma versão ao vivo em 1970) e o cantor pop britânico Mark Wynter em 1965. A banda Quicksilver Messenger Service gravou uma variação na música em 1967. A banda galesa Man viria a fazer um cover da canção do Quicksilver Messenger Service em seu álbum Maximum Darkness, de 1976 (gravado ao vivo no Roundhouse, Chalk Farm em 26 de maio de 1975).

## Versão de Joan Baez
Enquanto estudante da Universidade da Califórnia em Berkeley, em torno de 1960, Anne Bredon apareceu no programa de rádio de música popular ao vivo The Midnight Special na estação de rádio KPFA, em que ela cantou "Babe, I'm Gonna Leave You". Uma colega cantora de música folk convidada do programa, Janet Smith, assumiu a música e a desenvolveu ainda mais, tocando ao vivo em eventos de música folk no Oberlin College, uma realização tinha sido assistida por Joan Baez. Baez solicitou a Smith para lhe enviar uma gravação de suas canções, incluindo "Babe I'm Gonna Leave You", que Baez posteriormente começou a cantar. Tornou-se a faixa de abertura de Joan Baez in Concert, Part 1. Inicialmente, a música tinha crédito nenhum dos escritores, mas depois de Smith contactar Bredon, que confirmou sua autoria, prensagens posteriores de ... In Concert deu o crédito da escrita para Bredon.

## Versão do Led Zeppelin
A banda cobriu a versão de Baez: tanto o guitarrista Jimmy Page e o vocalista Robert Plant eram fãs de Baez. O álbum de Baez inicialmente tinha dado nenhum crédito a escrita, e o Led Zeppelin creditou a canção como "Trad. arr. Page". Na década de 1980 Bredon tomou conhecimento da versão da banda da música e, desde 1990, a versão do Led Zeppelin é creditada como Anne Bredon / Jimmy Page & Robert Plant: Bredon recebeu um retorno substancial de pagamento de royalties. A versão do Led Zeppelin é em Lá menor.
Page tocou a música com Plant em sua primeira reunião em conjunto, em sua casa ribeirinha em Pangbourne, no final de julho de 1968. Às vezes, é afirmado que o arranjo evoluiu quando Plant reproduziu a parte de guitarra de Page que, eventualmente, apareceu no álbum, mas, em uma entrevista que ele deu para a revista Guitar World em 1998, o guitarrista negou, notando que ele já tinha trabalhado fora do arranjo muito antes de conhecer o vocalista, tinha dito que iria gostar do álbum, e que Plant naquela época não tocava guitarra.
Page pode ter gravado uma outra versão da canção com Steve Winwood em 1968, que nunca foi lançado. A banda tocou a música em shows de suas turnês em 1969, em seguida, Page e Plant trouxeram-na de volta em uma versão de 9 minutos para a sua reunião de 1998. A performance ao vivo, filmada de "Babe I'm Gonna Leave You", do show do Led Zeppelin na Danmarks Radio em Gladsaxe, Dinamarca, em 17 de março de 1969, é destaque no DVD Led Zeppelin (2003).

### Formatos e lista de faixas
1969 7" promo 45 edition (Estados Unidos: Atlantic EP 1019)
- A. "Babe I'm Gonna Leave You" (Bredon, Page, Plant) 6:41
- B. "Dazed and Confused" (Page) 6:26

1969 7" single edition (Grécia: Atlantic 2019 003)
- A. "Babe I'm Gonna Leave You" (Bredon, Page, Plant) 6:41
- B. "How Many More Times" (Page) 8:28

### Créditos
- Robert Plant - vocal
- Jimmy Page - guitarra
- John Paul Jones - baixo elétrico
- John Bonham - bateria

### Amostras
- 1997: Abstract Tribe Unique ("Act One: Pre-Meditation")